# Albert Boime

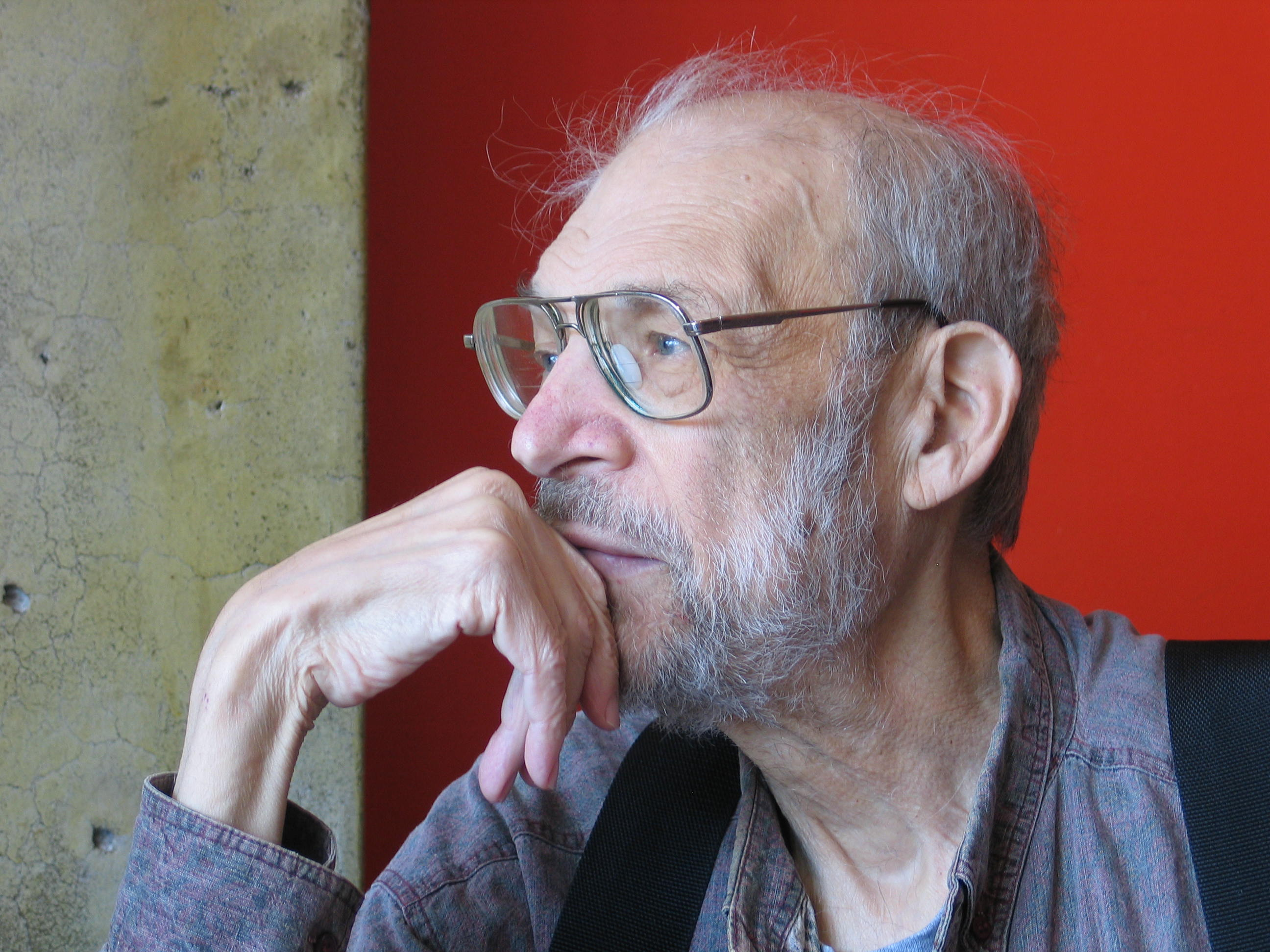
Albert Boime, 2006

Albert Isaac Boime (* 17. März 1933 in St. Louis, Missouri; † 18. Oktober 2008 in Los Angeles, Kalifornien) war ein US-amerikanischer Kunsthistoriker und Hochschullehrer. Er schrieb und lehrte insbesondere über die europäische Kunst des 19. Jahrhunderts.

## Leben
Boime war der Sohn des Kaufmanns Max Boime (1906–1989) und dessen Ehefrau Dorothy Rubin (1909–1984); beide Eltern waren jüdische Einwanderer aus Osteuropa. Über das Zeichnen von Cartoons fand er bereits in jungen Jahren einen Weg zur Kunst. Von 1955 bis 1958 diente er in der United States Army, die ihn in Nachkriegsdeutschland stationierte. Nach dem Militärdienst begann er an der University of California, Los Angeles mit einem Studium der Kunstgeschichte, das er 1961 als Bachelor abschloss. An der Columbia University in New York City erwarb er anschließend bis 1963 den akademischen Grad Master of Arts und bis 1968 den Titel Doctor of Philosophy. Seit 1967 wirkte er dort auch als Lehrkraft, seit 1969 als associate professor. 1971 erhielt er den Ruf der State University of New York in Binghamton, wo er als appointed professor of art bis 1978 lehrte und in der Zeit von 1972 bis 1974 die Fakultät für Kunst leitete. 1978 wechselte er als Professor für Kunstgeschichte an die University of California, Los Angeles. Auf diesem Lehrstuhl unterrichtete er drei Jahrzehnte.
In seinem kunsthistorischen Schaffen betrachtete Boime die Entstehung und Entwicklung der Kunst insbesondere aus einer marxistischen, sozialgeschichtlichen und psychoanalytischen Perspektive.
1971 wurde er für den Artikel The Second Republic’s Contest for the Figure of the Republic mit dem A. Kingsley Porter Prize ausgezeichnet. Jeweils 1974 und 1984 wurde ihm ein Guggenheim-Stipendium zuerkannt. 1979 errang er den Rome Fellowship Prize der American Academy in Rome. Für das Buch The Unveiling of the National Icons erhielt er 1999 den Outstanding Book Award des Gustavus Myers Centers. Im Jahr 2006 ehrte ihn die University of California, Los Angeles, mit der Veranstaltung eines Symposiums über die Sozialgeschichte der Kunst.
Durch seinen Bruder Jerome Boime (1934–1977) lernte Boime in den 1960er Jahren die Lehrerin und soziale Aktivistin Myra Block kennen. Das Paar heiratete 1964 und hatte zwei Söhne. Albert Boime starb im Alter von 75 Jahren an Osteomyelofibrose.

## Schriften (Auswahl)
- The Academy and French Painting in the Nineteenth Century (1971)
- The Second Republic’s Contest for the Figure of the Republic. In: Art Bulletin, Band 5, Nr. 1 (März 1971), S. 68–83
- Thomas Couture and the Eclectic Vision (1980)
- The Art of Exclusion: Representing Black People in the 19th-Century (1990)
- The Unveiling of the National Icons: A Plea for Patriotic Iconoclasm in a Nationalist Era (1997)
- A Social History of Modern Art
  - Art in an Age of Revolution, 1750–1800 (1987)
  - Art in an Age of Bonapartism, 1800–1815 (1990)
  - Art in an Age of Counterrevolution, 1815–1848 (2004)
  - Art in an Age of Civil Struggle, 1848–1871 (2007)